# Goran Kovačević (Musiker, 1955)
Goran Kovačević (* 7. März 1955 in Mostar, Jugoslawien; † 9. März 2014 in Sarajevo, Bosnien und Herzegowina) war ein bosnischer Musiker, Sänger und Songwriter. Die bekannteste Gruppe, mit der er zusammenarbeitete, war Teška industrija.

## Karriere
Kovačević veröffentlichte 1974 einige Singles mit der neugegründeten Band Čisti zrak. Kurze Zeit nach seiner Zusammenarbeit mit Čisti zrak erhielt Goran Kovačević ein Angebot der Band Ambasadori, in der er bis 1976 Mitglied war. Nach seinem Ausstieg aus der Band wurde Kovačević von Gabor Lenđel eingeladen, Seid Memić Vajtas Platz in der Band Teška Industrija einzunehmen. Zusammen mit Teška Industrija nahm Kovačević die beiden Alben „Teška industrija (1976)“ und „Zasviraj i za pojas zadjeni (1978)“ auf. Im Jahre 1978 trennte sich Kovačević von Teška Industrija, um eine Solokarriere zu beginnen und gemeinsam mit Goran Ivandić und Laza Ristovski das Album „Stižemo“ aufzunehmen, welches aufgrund einer Drogenaffäre, bei der alle drei verhaftet wurden, verschoben werden musste. 1982 veröffentlichte er sein erstes Soloalbum mit dem Titel „Prvak svijeta“. Nach der Veröffentlichung seines zweiten Albums 1984, welches „Pepeljuga u džinsu“ hieß, zog sich Kovačević aus der Musikszene zurück, um sich auf das Songwriting zu konzentrieren. Bis zu seinem plötzlichen Tod am 9. März 2014 schrieb er viele Erfolgssongs für mehrere bekannte Musikgruppen, unter anderem auch den Hit „Denny“ der Band COD.

## Singles
Čisti zrak
- Drugi broj/Katakombe (Diskoton, 1975)
- 301/Oko moje plavo (Diskoton, 1975)

Teška Industrija
- Alaj mi je večeras po volji/Ja i ti i ljubav naša (Jugoton, 1977)
- Igraj mala opa, opa/Otišla je ljubav moja (jugoton, 1977)

Solokarriere
- Kad se ptice jave (1978, Jugoton)

## Alben
Teška Industrija
- Teška industrija (Jugoton, 1976)
- Zasviraj i za pojas zadjeni (Jugoton, 1978)

Solokarriere
- Prvak svijeta (Diskoton, 1982)
- Pepeljuga u džinsu (PGP-RTB, 1984)